# Suksirivier
Suksirivier (Zweeds - Fins: Suksijoki) is een rivier die stroomt in de Zweedse  gemeente Pajala. De rivier ontstaat op de hellingen van Japukka, verder krijgt ze water in de moerassige Jupukkavallei. Ze stroomt langs de Suksiberg en het Suksimeer. Ze geeft water af aan de Tervarivier en stroomt verder naar de Kaunisrivier toe. Ze is 19,7 km lang.
Afwatering: Suksirivier → Kaunisrivier → Muonio → Torne → Botnische Golf